# Eunica elegans
Eunica elegans är en fjärilsart som beskrevs av Osbert Salvin 1869. Eunica elegans ingår i släktet Eunica och familjen praktfjärilar. Inga underarter finns listade i Catalogue of Life.